# إيوان بيانو
كان إيوان بيانو (1856 أو 1857- 13 فبراير 1935) فقيهًا لغويًا وببليوغرافيًا رومانيًا وُلد في الإمبراطورية النمساوية. كان ابنًا لعائلة فلاحين من ترانسيلفانيا، وأتم الثانوية في بلاج، حيث صار تلميذًا لدى تيموتي سيباريو وإيوان ميكو مولدوفان. في شبابه، اعتنق القومية الرومانية، ودخل في صراع مع السلطات النمساوية المجرية، قبل أن يهاجر أخيرًا إلى المملكة الرومانية القديمة عام 1876. ارتاد جامعة بوخارست، وانضم لاحقًا إلى الكلية، حيث درّس تاريخ الأدب الروماني. ظل منتسبًا إلى مكتبة الأكاديمية الرومانية لأكثر من نصف قرن، محولًا المؤسسة من الحالة الهزيلة التي وجدها فيها، وأشرف على زيادة مجموعتها بما يعادل خمسة أضعاف. ساعد بتأليف عملين مهمين متعددي المجلدات يتكلمان بالتفصيل عن كتب ومخطوطات قديمة من بلاده، وكان مؤسس علم المكتبات والمعلومات في بلاده بالتبني. في وقت قريب من نهاية حياته، وفي أثناء صراعه مع الصمم، انسحب بيانو من المكتبة لصالح صديقه رادو آر. روزيتي، لكنه شغل منصب رئيس الأكاديمية الرومانية.
ضوعفت منحة بيانو من خلال عمله منظمًا في المجال، وبمشاركته، ولا سيما بعد 1880، في الدسائس السياسية. كان تلميذًا لدى ديميتري ستوردزا، وانضم إلى الحزب الليبرالي الوطني الذي ينتمي إليه الأخير وحشد الدعم في الأوساط الأكاديمية. استمر بيانو بإثارة الاضطراب بين الرومانيين الترانسيلفانيين، لكن في عام 1896 اعتدل وستوردزا فيما يخص القضية الوطنية، وفضلا التقارب مع النمسا والمجر. وهكذا، كان بيانو «ألمانوفيلًا» في خلال الحرب العالمية الأولى، أي أنه انتقد تحالف رومانيا مع قوات الحلفاء. ظل في المناطق التي تحتلها ألمانيا بعد سقوط بوخارست، لكنه نجا من الاضطهاد عند نهاية الحرب.

## سيرته

### بداياته
وُلد في فاليا لونغا، وهي قرية في شرق بلدة بلاج الترانسيلفانية (على الحدود الجنوبية مع مقاطعة كيس كوكولو منذ 1876، وهي اليوم في إقليم ألبا). تزوج والداه، غريغوري وأنيكا، (واسم عائلتها قبل الزواج بوبا)، في 1855، وكان زواج غريغوري الثاني. أنجب الزوجان ابنين وثلاث بنات، عاشوا كلهم حتى بلغوا سن الرشد. كانت عائلة بيانو عائلة فلاحة قديمة لديها بعض الإمكانيات، والقرية رومانية صغيرة على سفح تلة. لمعيشتهم بالقرب من المركز الروحي للكنيسة الرومانية الإغريقية الكاثوليكية في ما كان آنذاك الإمبراطورية النمساوية، كانوا معتنقين ذلك الدين. ارتاد بيانو المدرسة الابتدائية في قريته. فهم والده أهمية التعليم، وإن انطوى ذلك على تضحيات مادية، ودرس الصبي لعقد تقريبًا في الجمنازيوم وفي الثانوية الرومانية ببلاج. عندما وصل في عام 1868، كان الجو مضطربًا ويتسم بنشاط الكلية ضد التسوية النمساوية المجرية الأخيرة، والتي اعتبرت ترانسيلفانيا جزءًا من التاج المجري، ضد المطالب الرومانية.
عندما كان بيانو هناك، كان تيموتي سيباريو في ذروة حياته المهنية. عاش مع أحد مدرسيه، إيوان ميكو مولدوفان، الذي ساعده بتأمين حاجياته اليومية والذي ظل التلميذ السابق على اتصال معه حتى وفاته في 1915. كان في منزل مولدوفان أن نشأ اهتمام بيانو بالكتب الرومانية القديمة، وذكر في سنوات لاحقة كيف عومل في ذلك المنزل معاملة الابن. كان أحد أعماله الأخيرة في المدرسة المشاركة في مظاهرة سنوية لتجمع مايو في كامبيا ليبيرتاتي. كان ذلك آخر اجتماع من نوعه، فقد حظرتها السلطات المجرية مذ ذاك الحين فصاعدًا.
تخرج بيانو في 1876، في الفصل نفسه مع ابن عمه فاسيل بيانو، الطبيب والشخصية السياسية المستقبلية. غادر إيوان قاصدًا بوخارست، عاصمة المملكة الرومانية القديمة، حاملًا رسالة توصية من مولدوفان لأوغست تريبونيو لاوريان، وانضم إليه أربعة من زملائه في الصف في هجرته. أمن له لاوريان، بدعم من الشاعر جيورغه سيون، منصبًا بصفة مساعد في مكتبة رومانيا الوطنية. وهكذا صار قادرًا على إعالة نفسه حتى 1880 وقتما كان يرتاد كلية الآداب والفلسفة بجامعة بوخارست. في بداية 1879، عُين قيّمًا على الأرشيف وأمينًا لمكتبة الأكاديمية الرومانية. اشتُهر بحرصه، وعاش على أراضي مكتبة الأكاديمية الرومانية، في وسط بوخارست، حيث ربى الأبقار أيضًا.
في 1881، فاز بمسابقة لمنصب أستاذ اللغة والأدب الرومانيين في كلية سانت سافا الوطنية. لاحقًا في ذلك العام، بمساعدة من أستاذه السابق بوغدان بيتريسيكو هاسديو، حصل على منحة لدراسة الدراسات الرومانسية في ميلان وباريس. تضمن أساتذته عددًا من أصدقاء هاسيدو الشخصيين، بما فيهم السلافيين فاتروسلاف ياغيتش، ولويس ليغير، غراتسياديو إيزايا أسكولي. التقى أيضًا الروماني إيميل بيكوت، وأخذ روسًا رفقة غاستون باريس، لكن الأثر الدائم لإقامته هناك يكمن في زياراته المنوِّرة إلى المكتبات. أُعجب بقصر بريرا ومكتبة الأمبروزيانا، والمكتبات عبر إيطاليا، والمكتبة الوطنية الفرنسية، والمتحف البريطاني، ومكتبة بودلي، وفي الوقت نفسه أدرك الحالة الهزيلة لمكتبات رومانيا وجمع أفكارًا لتحسينها.
بعد العودة إلى الوطن في 1883، صار أستاذًا مساعدًا في قسم الأدب الروماني بجامعة بوخارست. ظل يجري زيارات إلى خارج البلاد، ففي 1885، أمضى وقتًا في مملكة غاليسيا ولودوميريا يجري أبحاثًا في مكتبة ياغيلونيا عن موضوعات رومانية، وأرشيف أوسولينسكي في لفيف، وصندوق دوسوفتي في جوفكفا. بناء على طلبه، أُرسل إلى محافظة مينسك في الإمبراطورية الروسية، حيث بحث في مجموعة رادجيفي بقلعة نزفيزه. استضافه هناك أنتوني فيلهيلم رادجيفي، الذي سمح له بنسخ ما يقترب من 300 وثيقة، وصادق ابنته الشابة إيزبيتا، التي صارت لاحقًا زوجة الكونت بوتوكي.

### أستاذًا ومفوّضًا ليبراليًا وطنيًا
عقب عودته إلى بوخارست في يونيو 1886، تزوج بيانو من أليكساندرينا بايكويانو، التي وصفها صديقه سيكستيل بوشكاريو بأنها امرأة «روحانية على نحو رائع»، وهكذا رحبت به الطبقة العليا البوخارستية. بحسب ما قال المؤرخ الاجتماعي لوسيان ناستاسا، فقد ضمن هذا الانتقال أيضًا لبيانو المزيد من الاعتراف به بصفته باحثًا، بالإضافة إلى مدخل إلى السياسة، ومن خلال بايكويانو، كان في علاقة قرابة مع المؤرخ أليكساندرو دي. كسينوبول والسياسي نيكولاي كسينوبول. كان الزوجان عرابي بوشكاريو عقب زواجه في سبتمبر 1905.